# 线柏
线柏（学名：Chamaecyparis pisifera cv. Filifera）为柏科扁柏属下的一个品种/栽培型。产于中国华北、华东地区，主要作观赏用。

## 扩展阅读
- 維基物種上的相關：线柏